# جبل هودو
يعد جبل هودو بركان طبقي ذو قمة مسطحة، ويحتمل أن يكون نشطا. ويقع في ريف ستيكني شمال غربي كولومبيا البريطانية، كندا، ويقع على بعد 74 كيلومتر (46 ميل) من شمال شرقي رانجل، ألاسكا، على الجانب الشمالي للضفة السفى من نهر إسكوت، و30 كيلومتر (19 ميل) شرق تقاطعها مع نهر ستيكني. ويقع في النطاقات الحدودية لجبال الساحل ويوجد منذ حقبة البليستوسين المتأخر من عصر البليستوسين، والتي بدأت 130.000 منذ سنة وانتهت 10000 مند سنة.
،
سمي الجبل نسبة إلى أشواك الحمم البركانية التي تشبه الإبرة أو أغطية الرأس، والتي تصل إلى ارتفاع 150 متر (490 قدم)، مما يعطي البركان مظهرًا غريبًا. هذا المظهر يجعل جبل هودو مختلفًا عن الجبال المجاورة الأخرى في النطاقات الحدودية.

## الجغرافيا والجيولوجيا

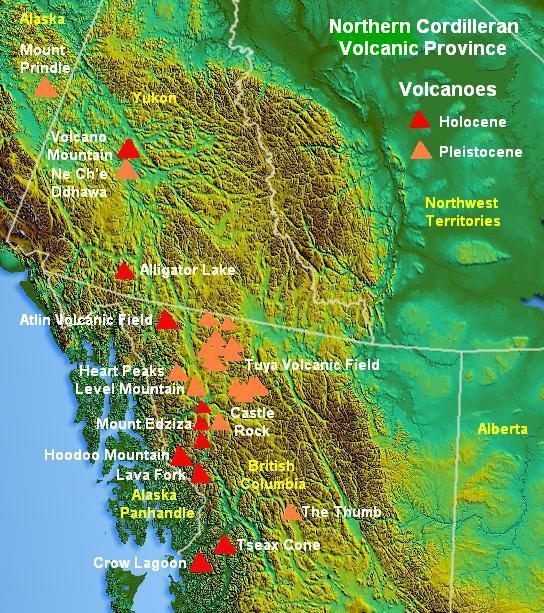
خريطة مقاطعة كورديليران البركانية الشمالية.

يقع جبل هودو على المحور الجنوبي لمقاطعة كورديليران البركانية الشمالية، وهي عبارة عن مجموعة كبيرة من البراكين تمتد من حدود ألاسكا - يوكون إلى نقطة بالقرب من برينس روبرت ، كولومبيا البريطانية. المنطقة بدورها جزء من حلقة النار في المحيط الهادئ، وهي منطقة نشطة زلزاليًا تحيط بالمحيط الهادئ وتحتوي على بعض من أكثر البراكين نشاطًا في العالم. اُنتجت مقاطعة كورديليران البركانية الشمالية عن طريق الصدع القاري حيث تنزلق صفيحة المحيط الهادئ شمالًا على طول صدع الملكة شارلوت، في طريقها إلى خندق ألوتيان، الذي يمتد على طول الساحل الجنوبي لألاسكا والمياه المجاورة لشمال شرق سيبيريا قبالة ساحل كامتشاتكا شبه الجزيرة. مع تمدد القشرة القارية، ترتفع الصهارة الساخنة وتتشقق الصخور القريبة من السطح على طول الشقوق شديدة الانحدار الموازية للصدع المعروف باسم الصدوع. مثل العديد من البراكين الأخرى ذات الصلة بالصدع، يولد جبل هودو ثورات بركانية سلبية وأحيانًا انفجارية. يعد جبل هودو أحد البراكين الثلاثة الكبيرة المتنوعة من الناحية التركيبية في مقاطعة كورديليران البركانية الشمالية جنبًا إلى جنب مع مجمع جبل إديزا البركاني وجبل ليفيل .

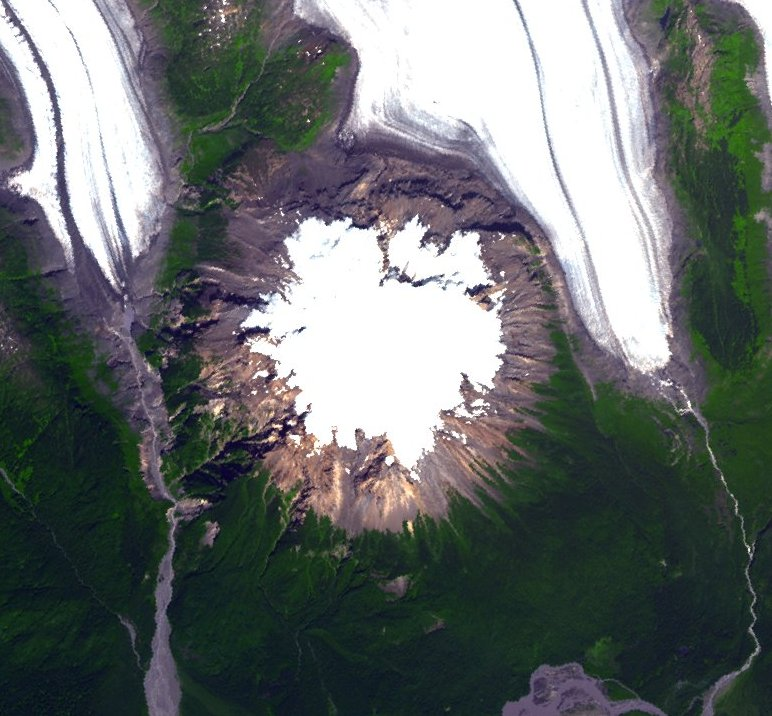
صورة القمر الصناعي لجبل هودو.

دفعت التضاريس الكاملة لجبل هودو عالم البراكين الكندي جاك سوثير إلى الإشارة إلى جبل هودو على أنه تويا، وهي براكين تحت جليدية ذات جوانب مسطحة، تتشكل عندما تنفجر الحمم البركانية عبر نهر جليدي كثيف أو صفيحة جليدية. ومع ذلك، لا يتناسب جبل هودو مع نموذج تويا العادي بسبب طبقاته المعقدة من الصخور، على الرغم من أن هيكل هودو غير العادي ينتج بوضوح عن التفاعلات المتكررة بين النشاط البركاني والصفائح الجليدية من العصر البليستوسيني على مدى المائة ألف سنة الماضية.

## روابط خارجية
- براكين كندا الحزام البركاني ستيكيني (منطقة جبل هودو)
- "Hoodoo Mountain". الأسماء الجغرافية في كولومبيا البريطانية.